# Grand Prix Manager 2
Grand Prix Manager 2 est un jeu vidéo de management sportif d'une écurie de Formule 1, développé par Edward Grabowski Communications et publié par MicroProse en 1996 sur PC. Le jeu fait suite à Grand Prix Manager publié en 1995.  

## Système de jeu
Le joueur gère une écurie de Formule 1 et a pour objectif de remporter le championnat au terme d'une ou plusieurs saisons. 
Au début d'une partie, il doit choisir son écurie puis composer son équipe technique et commerciale, choisir ses pilotes et rechercher des sponsors. Il ne dispose au départ que d'un capital de 20 millions de dollars et doit donc se procurer de nouvelles ressources  en vendant des espaces publicitaires sur les voitures, les combinaisons et les casques de son écurie. Grâce à ce financement, il peut ensuite s'attaquer à la création de ses voitures en allouant des moyens pour leur conception, en lançant la fabrication des pièces et en construisant des installations d'essais. 
Lorsque le championnat commence, il doit effectuer les réglages de ses voitures et gérer l'entrainement de ses pilotes en prévision de courses. Au cours des Grands Prix, il peut donner des instructions à ses pilotes et faire modifier les réglages de la voiture en fonction de la situation. 

## Accueil
| Grand Prix Manager 2 |      |       |
| Média                | Pays | Notes |
| Cyber Stratège       | FR   | 4/5   |
| Gen4                 | FR   | 3/5   |
| Joystick             | FR   | 83 %  |
| PC Zone              | US   | 80 %  |